# 제2차 세계 대전 연표 (1941년)
제2차 세계 대전 연표 (1941년)는 제2차 세계 대전 1941년 중 있었던 사건, 전투 등을 정리해 나타낸 연표이다.
- 1월 5일: 영국과 오스트레일리아 군대가 바르디아를 점령함
- 1월 22일: 영국과 오스트레일리아 군대가 토브룩을 점령함
- 2월 5일: 영국군이 베다 폼을 점령함
- 2월 15일: 독일의 에르빈 롬멜이 북아프리카 방면 사령관으로 취임
- 3월 2일: 불가리아의 3국 동맹 가입으로 독일군이 불가리아로 진주
- 3월 25일: 유고슬라비아가 3국 동맹에 가입
- 3월 27일: 일본의 마스오가 유스케 외상이 히틀러와 회견
- 3월 30일: 히틀러가 바르바로사 작전에 즈음해 고급 장교들에 대해 대소전은 전멸전이라 훈시
- 4월 3일: 독일-이탈리아 연합군이 북아프리카에서 영국군을 격파
- 4월 3일: 추축국 군대가 벵가지를 점령함
- 4월 6일: 독일-이탈리아 연합군이 유고슬라비아와 그리스를 침공
- 4월 17일: 유고슬라비아가 독일군에 항복함
- 4월 23일: 그리스가 독일군에 항복함
- 5월 10일: 독일의 부총통 루돌프 헤스가 스코틀랜드로 가 화평을 제의했으나 실패하고 포로가 됨
- 5월 11일: 독일군이 그리스 본토 전역과 크레타섬을 제외한 에게해의 그리스 섬들을 모조리 점령함
- 5월 12일: 히틀러가 마르틴 보어만을 당관방장으로 임명
- 5월 20일: 독일군이 그리스 크레타섬 침공 작전을 개시
- 5월 24일: 덴마크 해협 전투. 독일 전함 비스마르크에 의해 HMS 후드 (51) 침몰. 분노한 영국 해군은 비스마르크 추격전 시작.
- 5월 27일: 비스마르크 추격전 종료. 독일 전함 비스마르크 자침.
- 6월: 제2차 소련-핀란드 전쟁 발발
- 6월 22일: 독일군이 바르바로사 작전으로 300만 병력, 3000대 탱크, 대포 7000문, 항공기 2500대를 이끌고 소련을 침공함
- 7월 22일: 독일군이 소련 모스크바를 공략
- 7월 31일: 독일의 라인하르트 하이드리히가 헤르만 괴링으로부터 유대인 최종해결 문제를 위임받음
- 8월: 독일군이 세르비아에 괴뢰 정부를 세움
- 9월 1일: 히틀러가 1세 이상의 유대인에게 노란 별표를 다는 것을 의무화함
- 9월 8일: 독일군이 모스크바를 향해 대공세를 개시 및 레닌그라드 포위전을 벌임
- 10월 2일: 독일군이 모스크바 공방전을 벌임
- 12월 6일: 소련군이 모스크바 공방전에서 동계 대공세 개시로 독일군이 퇴각
- 12월 7일: 히틀러가 밤과 안개 명령으로 북구와 서구의 반독일분자 강제 수용소를 설치
- 12월 8일: 일본군 폭격기가 진주만 습격 3시간 전 웨이크섬을 폭격함
- 12월 8일: 일본군이 진주만 습격 2시 15분 전 말레이반도를 침공해 주둔중인 호주군과 인도군을 압도함
- 12월 8일: 일본군 전투기가 미국 하와이의 진주만을 습격해 미군 3581명 사망, 1247명 부상, 민간인 103명 사상
- 12월 8일: 미국이 일본에 선전 포고를 함
- 12월 8일: 일본군 폭격기가 필리핀 클라크와 이바 군용 비행기를 폭격
- 12월 8일: 일본군 폭격기가 홍콩의 영국 공군을 폭격함
- 12월 10일: 영국 전함 프린스 오브 웨일스 호와 순양함 리펄스 호가 일본군 항공기의 공격으로 침몰
- 12월 11일: 독일과 이탈리아가 미국에 선전 포고를 함
- 12월 11일: 일본군 기동함대가 웨이크섬을 공격했으나 패퇴함
- 12월 16일: 미얀마 남쪽 끝 빅토리아곶이 일본군에 함락됨
- 12월 19일: 히틀러가 브라우히츠를 파면하고 자신이 육군최고사령관이 됨
- 12월 23일: 일본군이 웨이크섬을 함락시킴
- 12월 25일: 중국 광둥 반도의 영국, 캐나다 수비대가 일본군에 항복함
- 12월 25일: 아게다비아가 연합군에 점령됨

## 같이 보기
- 제2차 세계 대전 연표 (1942년)